# 桑德里娜·莫龙
桑德里娜·莫龙（法語：Sandrine Mauron；1996年12月19日—），瑞士女子足球运动员，司职中场，目前效力于塞尔维特足球俱乐部和瑞士国家女子足球队。她曾代表瑞士参加2022年欧洲女子足球锦标赛和2023年国际足联女子世界杯等多场国际赛事。